# 布鲁-云乔族
布鲁-云乔族，是中南半島的一支民族，分佈於泰國、寮國及越南。
在泰國，該族主要分佈於東北部的色軍府、莫拉限府；在寮國，該族主要分佈於沙灣拿吉省；而在在越南，該族主要分布在越南中北部广平省、广治省、多樂省和承天顺化省，人口约有4.2万人（1999年調查）。

## 文化
布鲁-云乔族以种植水稻为主，过着游牧游居的生活。过去，该民族人没有姓氏，只有名。如今，他们都以“胡”作为自己的姓氏。
布鲁-云乔族把宝剑视为圣物，这是该民族的一个鲜明的特点。該族信仰诸多鬼神，认为万物有灵。族人都有染黑齿的习惯，除此之外，该民族部分支系还拥有染唇、纹面等习俗。該族也拥有许多宝贵的文化遗产，比如他们拥有很多种乐器，比如铜锣、竹笙等。